# Georg Brandes

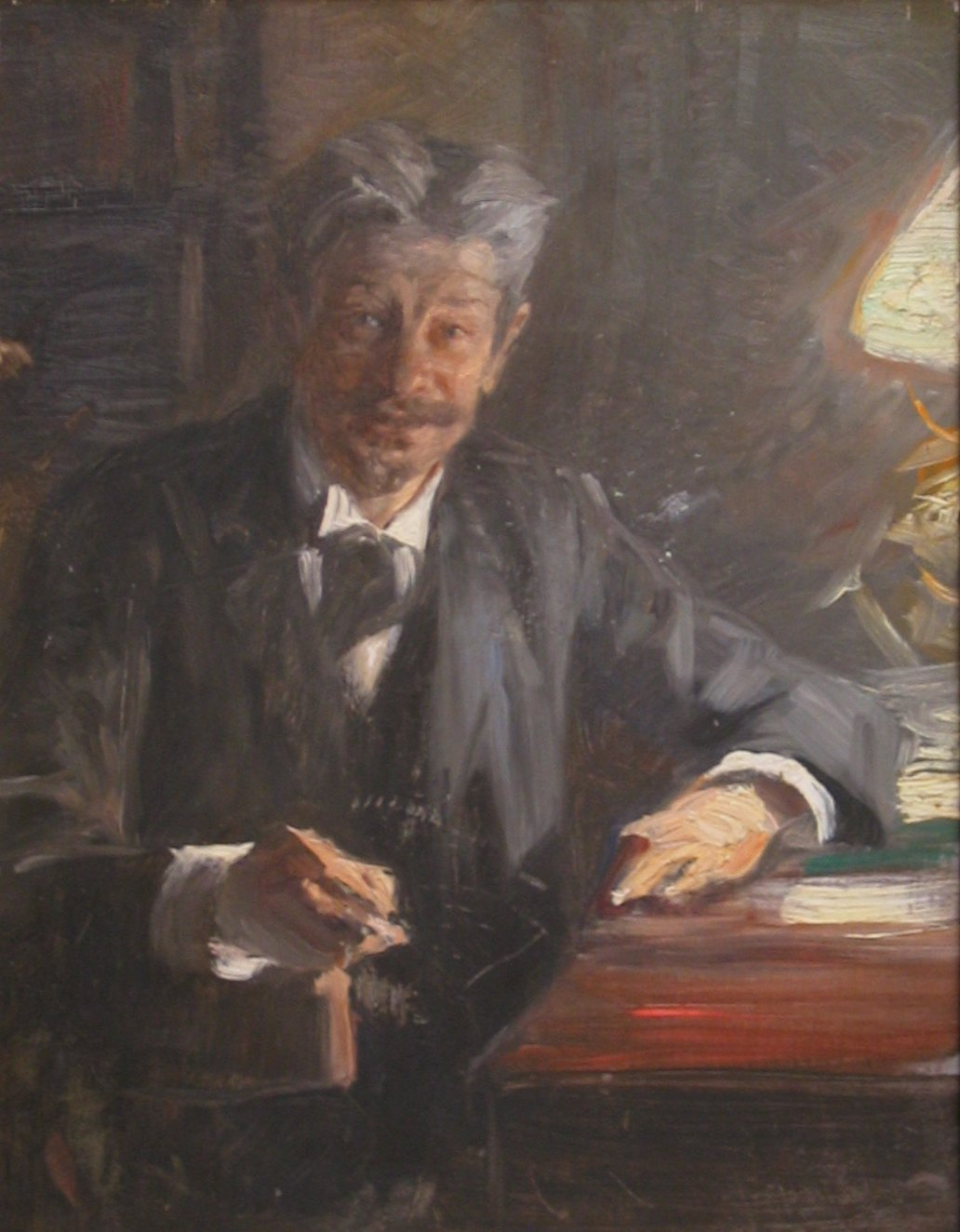
Georg Brandes, cuadro de 1900 de Peder Severin Krøyer.

Georg Morris Cohen Brandes (Copenhague, 4 de febrero de 1842-Copenhague, 19 de febrero de 1927) fue un filósofo, crítico literario, ensayista y periodista danés, muy influyente en las literaturas escandinavas entre 1870 y principios del siglo XX.

## Biografía
Nació el 4 de febrero de 1842 en Copenhague, siendo el primogénito de una familia burguesa de clase media, de religión judía no observante y ascendencia sefardí. Ya con solo diecinueve años de edad compuso un trabajo de crítica literaria, La novela histórica, que fue publicado en 1862 y poco después publicó otro, El concepto del destino en la tragedia antigua. En 1859 había ingresado en la Universidad de Copenhague para estudiar Derecho, pero pronto sus intereses se decantaron por el estudio de la filosofía y la estética.
Durante su permanencia en la universidad, fue influido por el poeta Johan Ludvig Heiberg y el filósofo existencialista Søren Kierkegaard, que dejaron huella en su carrera. Después de abandonar la universidad viajó por Europa (Francia, Italia, Suiza, Alemania, Inglaterra y Suecia). En Francia trató con Hippolyte Taine y Ernest Renan y otras figuras eminentes. Por su parte, en Gran Bretaña fue contertulio de John Stuart Mill, Thomas Henry Huxley y varios de los discípulos de Charles Darwin, y se declaró partidario del evolucionismo. En 1871 dio por terminados sus viajes, en los cuales había ampliado sus conocimientos literarios.
Se propuso la tarea de librar a Dinamarca de su aislamiento cultural y de su provincianismo, y en verdad consiguió modernizar el pensamiento y la crítica literaria de su país. En 1868 publicó Æstetiske Studier, que sería su primer aporte a la Estética, pero su obra más famosa fue un conjunto de conferencias que empezó a impartir en la Universidad de Copenhague desde 1871, publicadas con el título de Hoved strøm ninger i det 19.de aarhundredes litteratur (Principales corrientes de la literatura del siglo XIX) (1872-1890), seis vols. En ellas recomendaba rechazar la fantasía y el idealismo abstracto del romanticismo tardío escandinavo y, por el contrario, trabajar en pro de las ideas progresistas y la reforma de la sociedad moderna. Para ello se mostraba partidario del realismo y en especial del naturalismo; esto le atrajo la amistad del dramaturgo noruego Henrik Ibsen. Como además defendió a otros escritores escandinavos importantes como Bjørnstjerne Bjørnson, Jens Peter Jacobsen, Jonas Lie, Alexander Kielland y August Strindberg, se convirtió de hecho en el líder ideológico y crítico literario principal del movimiento naturalista en la literatura escandinava.
Continuó publicando otras obras. En 1871 se transformó en decano en la facultad de Bellas Artes de la Universidad de Copenhague. Su primera conferencia magistral es considerada como el portal a la literatura danesa moderna. Al año siguiente el puesto de Profesor de Estética en la Universidad quedó vacante y, aunque se esperaba que Brandes lo ocupara, no fue aprobado por las autoridades universitarias a causa del extremismo de sus ideas religiosas y políticas. El hecho de ser judío también inclinó la balanza en su contra, a pesar de ser considerado también ateo. El puesto permaneció vacante, ya que nadie se atrevió a postularse para ocuparlo o se consideró digno del mismo.
En 1877 se trasladó a Berlín donde influyó notablemente en el ambiente estético de dicha ciudad. Permanecería allí hasta 1883, retornando entonces a Copenhague, harto de la discriminación ejercida contra él por sus ideas políticas, y fue recibido con los brazos abiertos por numerosos escritores y pensadores de la nueva escuela danesa, pero no así por el sector conservador del país. La escritora feminista sueca Victoria Benedictsson (1850-1888) se enamoró de él, pero al no ser correspondida acabó sumida en la depresión y se suicidó.
En 1893 publicó en el periódico cultural danés Politiken, una crítica de la novela La saga de Gosta Berling, de la novel escritora sueca Selma Lagerlöf, lo que significó para ella el comienzo de su brillante carrera literaria. Entre 1897 y 1898 escribió un estudio sobre la obra de Shakespeare, que fue muy bien recibido en el Reino Unido. Posteriormente orientó su obra a la historia de la literatura escandinava.
Entrando en el nuevo siglo, su influencia comenzó a declinar, pero no así su prestigio: una colección de sus Obras completas se tradujo primero al alemán y poco después al inglés entre 1899 y 1902. En la Deutsche Rundschau de Berlín, publicó Brandes un gran número de estudios sobre grandes poetas y escritores modernos europeos y daneses. En 1902 fue nombrado al fin Profesor de Estética en la Universidad de Copenhague, puesto que se le había negado anteriormente a causa de sus veleidades liberales y su descreimiento religioso, y ocuparía hasta su fallecimiento, contando asimismo con una pensión. Considerado una autoridad moral, condenó en sus escritos la persecución de las minorías y el caso Dreyfus, entre otros. Durante la Primera Guerra Mundial condenó también los excesos del nacionalismo y del imperialismo en ambos lados de la contienda. Ateo militante, obras como Sagnet om Jesus (El mito de Jesús) (1925) le granjearon numerosos enemigos. En efecto, sus últimos años los dedicó a la polémica antirreligiosa, enfrentándose por ejemplo al piadoso dramaturgo protestante Kaj Munk. Murió el 19 de febrero de 1927 en su ciudad natal. En su última etapa, empezada en 1880 y expresada en su Aristokratisk radicalisne (1889), se muestra imbuido por el aristocratismo intelectual de la filosofía de Friedrich Nietzsche, y se propuso inculcar el culto de las grandes personalidades. En ese sentido destacan sus biografías de Wolfgang Goethe (1914–15), Voltaire (1916–17), Julio César (1918) y Miguel Ángel (1921). Pero su predilección por el género biográfico ya le venía de antes: escribió semblanzas de Sören Kierkegaard (1877), probablemente la más profunda, Benjamin Disraeli (1879), Esaias Tegnér y el socialista y reformador social Ferdinand Lassalle (1900).
Es considerado como el más importante teórico e ideólogo de la literatura escandinava moderna. Formuló los principios para un nuevo realismo en el arte y la literatura que exigía ser debatido. Sus objetivos literarios fueron compartidos por muchos escritores, entre los cuales se incluyó al dramaturgo naturalista noruego Henrik Ibsen. En el mundo hispánico fue un autor muy leído por Miguel de Unamuno.

## Obras
- Om Dualismen i vor nyeste Filosofi (1866)
- Æstetiske Studier (1868)
- Kritiker og Portraiter (1870)
- Hovedstrømninger i det 19. Aarhundredes Litteratur (Las grandes corrientes de la literatura en el siglo XIX) (1871)
- Danske Digtere (1877)
- Polen (1877)
- Det moderne Gjennembruds Mænd (1883)
- Ludvig Holberg (1884)
- Essays (1889)
- Levned I-III (1905-1908)
- Verdenskrigen (1915)
- Sagnet om Jesus (1925).

## Traducciones
- Nietzsche: Un ensayo sobre el radicalismo aristocrático (1927)
- El mito de Jesús (1925)
- Las grandes corrientes de la literatura en el siglo XIX, tomo II: La escuela romántica en Alemania, en Biblioteca de La Revista Blanca.